# Johanna Puff
Johanna Puff, née le 2 juillet 2002 à Rosenheim, est une biathlète allemande.

## Biographie
Pour son troisième départ en IBU Cup, elle gagne le sprint de Idre Fjäll le 8 décembre 2023.
Le 12 janvier 2024, elle décroche sa deuxième victoire de la saison IBU Cup 2023-2024 en remportant la Mass-Start 60 de Ridnaun-Val Ridanna.
Lors des Championnats d'Europe de biathlon 2025 à Martell-Val Martello, elle décroche le titre sur l'individuel. Elle remporte aussi le titre en relais avec Stefanie Scherer, Anna Weidel et Marlene Fichtner devant l'équipe française et l'équipe italienne.

## Palmarès

### Championnats du monde
| Édition \ Épreuve | Individuel | Sprint | Poursuite | Mass start | Relais | Relais mixte | Relais mixte simple |
| ----------------- | ---------- | ------ | --------- | ---------- | ------ | ------------ | ------------------- |
| Lenzerheide 2025  | 22e        | —      | —         | —          | —      | —            | —                   |

Légende :
- — : non disputée par Johanna Puff

### Coupe du monde
- Meilleur résultat individuel : 18e
- 1 podium en relais : 1 troisième place.

Mise à jour le 9 mars 2025

#### Résultats détaillés en Coupe du monde
| 2023-2024 |        |        |    |    |    |        |    |    |    |    |    |    |        |    | .  | .  | .      | .  |        |        |        |    |        |        |    | 53e |
| 2023-2024 | IN     | SP     | PU | SP | PU | SP 61e | PU | MS | SP | PU | SP | PU | SI 35e | MS | SP | PU | IN     | MS | IN 18e | MS 23e | SP 65e | PU | SP 28e | PU 32e | MS | 53e |
| 2024-2025 |        |        |    |    |    |        |    |    |    |    |    |    |        |    | .  | .  | .      | .  |        |        |        |    |        |        |    | 78e |
| 2024-2025 | SI 74e | SP DNS | MS | SP | PU | SP     | PU | MS | SP | PU | IN | MS | SP     | PU | SP | PU | IN 22e | MS | SP 60e | PU 49e | SI 26e | MS | SP 43e | PU 54e | MS | 78e |

### Championnats d'Europe
| Édition / Épreuve         | Individuel            | Sprint | Poursuite | Relais                |
| ------------------------- | --------------------- | ------ | --------- | --------------------- |
| Martell-Val Martello 2025 | Médaille d'or, Europe | 7e     | 9e        | Médaille d'or, Europe |

Légende:
- : première place, médaille d'or

### IBU Cup
- 4 podiums individuels, dont trois victoires.

 Dernière mise à jour le 29 janvier 2025 

#### Podiums individuels en IBU Cup
| Podiums individuels en IBU Cup | Podiums individuels en IBU Cup | Podiums individuels en IBU Cup | Podiums individuels en IBU Cup | Podiums individuels en IBU Cup | Podiums individuels en IBU Cup |
| n°                             | Saison                         | Date                           | Lieu                           | Épreuve                        | Résultat                       |
| ------------------------------ | ------------------------------ | ------------------------------ | ------------------------------ | ------------------------------ | ------------------------------ |
| 1                              | 2023-2024                      | 08-12-2023                     | Idre Fjäll                     | Sprint 7,5 km                  | Médaille d'or                  |
| 2                              | 2023-2024                      | 07-01-2024                     | Martell-Val Martello           | Poursuite 10 km                | Médaille de bronze             |
| 3                              | 2023-2024                      | 12-01-2024                     | Ridnaun-Val Ridanna            | Mass-Start 60 12 km            | Médaille d'or                  |
| 4                              | 2024-2025                      | 29-01-2025                     | Martell-Val Martello           | Individuel 15 km (Ch. Europe)  | Médaille d'or                  |

### Championnats du monde juniors et jeunes
| Mondiaux / Épreuve            | Individuel | Sprint | Poursuite | Relais                            | Relais mixte                  |
| 2021 (Jeunes) Obertilliach    | 15e        | 22e    | 12e       | 4e                                | —                             |
| 2022 (Juniors) Soldier Hollow | 27e        | 21e    | 13e       | Médaille d'argent, Coupe du Monde | —                             |
| 2023 (Juniors) Chtchoutchinsk | 30e        | 15e    | 14e       | Médaille d'or, Coupe du Monde     | Médaille d'or, Coupe du Monde |

Légende :
- : première place, médaille d'or
- : deuxième place, médaille d'argent
- — : non disputée par Johanna Puff